# Marguerite Bays
Marguerite Bays (La Pierraz, 8 september 1815 - Chavannes-les-Forts, 27 juni 1879) was een Zwitserse mystica en is een door de Rooms-Katholieke Kerk erkende heilige. 

## Levensloop
Marguerite Bays was lid van de Derde Orde van Sint-Franciscus. Ze stond bekend om haar vurig gebedsleven en was ook werkzaam in de parochie van Siviriez. Daar gaf ze cathechismusles aan kinderen, bereidde ze meisjes voor op het huwelijksleven en stond ze zieken en stervenden bij. Op 35-jarige leeftijd kreeg ze darmkanker. De hevige pijnen die ze daardoor leed, droeg ze op aan Christus. Op 8 december 1854, de dag dat paus Pius IX het dogma van de Onbevlekte Ontvangenis afkondigde, vertoonde Marguerite Bays voor het eerst stigmata. Dit herhaalde zich elke vrijdag, tot haar dood. Zij werd begraven in een kapel in de kerk van Siviriez.

## Heiligverklaring
Marguerite Bays werd zalig verklaard op 29 oktober 1995 door paus Johannes Paulus II. Door paus Franciscus werd een wonder op haar voorspraak erkend. Het gaat om een tweejarig Zwitserse meisje dat in 1998 op wonderlijke wijze ongedeerd zou zijn gebleven na overreden te zijn door een tractor. Marguerite Bays werd heilig verklaard door Paus Franciscus op 13 oktober 2019.